# Sima Zhao
Sima Zhao (chinois simplifié : 司马昭 ; chinois traditionnel : 司馬昭 ; pinyin : sīmǎ zhāo), nom de courtoisie Zishang (子上), né en 211 et mort le 6 septembre 265, est un général, un politicien et un régent du Royaume de Wei pendant la période des Trois Royaumes de Chine.
Sima Zhao est le dirigeant de facto du Wei, grâce à son père Sima Yi, qui, à la fin de sa vie, avait confisqué le pouvoir au détriment du clan Cao, le clan des empereurs du Wei et son frère aîné Sima Shi, qui avait quasiment fini d'éliminer les derniers partisans des Cao. Zhao a reçu le titre de roi de Jin, ce qui représente l'avant-dernière étape avant l'usurpation du trône; bien qu'il ne soit jamais monté sur le trône. Il a profité de la faiblesse du Royaume de Shu à l'ouest pour l'attaquer et l'annexer. Le prestige qu'il a tiré de cette expédition militaire a achevé d'isoler le clan Cao, ce qui a permis à son fils Sima Yan de renverser l'empereur du Wei, monter sur le trône et proclamer la Dynastie Jin. Après l'établissement de la nouvelle dynastie, Sima Yan a honoré à titre posthume son père du titre d'Empereur Wen de Jin (晉文帝) (Jin Wendi), avec comme nom de temple de Taizu (太祖).
Un idiome chinois impliquant et inspiré par Sima Zhao déclare que « tout le monde dans la rue sait ce que pense Sima Zhao » (司馬昭之心, 路人皆知), ce qui signifie que l'intention supposée cachée d'une personne (dans ce cas précis, usurper le trône) est tellement connue qu’elle n’est pas vraiment cachée. Il est né d'une phrase de Cao Mao, quatrième empereur du Wei, qui a lancé un soulèvement infructueux contre Sima Zhao pour tenter de reprendre le pouvoir impérial.

## Naissance et jeunesse
Sima Zhao est née en 211, il est le deuxième fils de Sima Yi et de son épouse Zhang Chunhua. De toute la fratrie, seul Sima Shi est plus âgé que lui. Comme leur père était un politicien et militaire de haut rang du Wei, Sima Shi a rapidement gravi les échelons au sein de l'administration impériale. Zhao tire également parti de la gloire paternelle et reçoit un titre de marquis en 238, sans avoir fait quoi que ce soit qui mérite une telle récompense.
En termes de stratégie et d'intellect, il ne vaut pas son père, qui est appelé sur tous les fronts dès qu'une situation militaire tourne au désavantage du Wei. Cependant, son âge avançant, Sima Yi finit par accepter Sima Zhao, à qui il offre des cours de stratégie. Lorsque Cao Rui succède à Cao Pi, il dépend énormément de Cao Shuang et de Sima Zhao. Le fils de ce dernier, Sima Yan, est également un stratège très apprécié du jeune empereur.
Lorsque Sima Yi commence à faiblir, il charge son fils d'assurer ses fonctions et Sima Zhao devient alors Grand Stratège de l'Empire. Cependant, Cao Shuang se méfie de lui et, en jouant de son influence auprès du jeune empereur, il le fait congédier. À la mort de Cao Rui, Cao Shuang fait ôter tout pouvoir réel à Sima Yi et devient, de facto, le dirigeant du Wei. Il sombre alors dans l'oisiveté, mais lance quand même quelques campagnes, qui n'aboutissent pas.

## Carrière jusqu'à 255

### Incident des tombes de Gaoping
L'implication de Sima Zhao dans le coup d'État que son père déclenche contre le régent Cao Shuang en 249 n'est pas claire. Selon le Livre des Jin, il n'était au courant de rien et ce n'est qu'à la dernière minute qu'il en a été informé par son père et son frère aîné. Plusieurs historiens rejettent ce point de vue et pensent qu’il était intimement impliqué dans la planification. Après ce coup d'État réussi, son père devient le seul et unique régent et lui-même devient une personnalité de premier plan. En 251, lorsque son père réprime la tentative de rébellion de Wang Ling, Sima Zhao sert sous ses ordres comme commandant adjoint. Sima Yi meurt peu de temps après et c'est Sima Shi qui lui succède au poste de régent. Au cours des années suivantes, Zhao est impliqué dans le commandement des forces déployées par le Wei pour repousser les tentatives d'invasions lancées par Jiang Wei, le commandant des forces armées du royaume du Shu.

### Succession de Sima Shi
En 254, alors que Sima Zhao était à Luoyang, la capitale du Wei, les conseillers de l'empereur Cao Fang suggérèrent à ce dernier de surprendre Sima Zhao et de le tuer pour prendre le contrôle de ses troupes, puis d'utiliser ces soldats contre Sima Shi. Cao Fang, inquiet, n’a pas donné suite à cette suggestion, mais le complot est découvert peu de temps après. Sima Zhao aide alors son frère à déposer l’empereur et à le remplacer par Cao Mao. Au lendemain de la destitution de l'empereur, les généraux Guanqiu Jian et Wen Qin se rebellent en 255, mais sont vaincus par Sima Shi.
Cependant, à cette période, Sima Shi souffrait d’une grave maladie des yeux, qui s'est aggravée à la suite des efforts qu'il a déployés lors de cette campagne militaire. Shi meurt moins d’un mois après sa victoire contre les rebelles. À cette date, Sima Zhao est avec son frère à Xuchang, dans l'actuelle province du Henan. L'empereur Cao Mao, qui est alors âgé de 14 ans, tente de profiter de la situation pour reprendre le contrôle du pouvoir politique en publiant un édit. Prenant pour prétexte que Sima Shi venait de vaincre la rébellion de Guanqiu Jian et de Wen Qin et que le sud-est de l'empire n’était pas encore complètement pacifié, Mao a ordonné à Sima Zhao de rester à Xuchang et d'envoyer son assistant Fu Jia à Luoyang avec le gros des troupes principales. Suivant les conseils de Fu Jia et de Zhong Hui, Sima Zhao passe outre l'édit et retourne à Luoyang avec tous ses soldats, ce qui lui permet de garder le contrôle du gouvernement. En effet, Zhao a bien retenu là leçon, et à partir de ce moment-là, Cao Mao et l'impératrice douairière Guo sont en permanence sous son contrôle.

## Régent et maîtrede factodu Wei

### Consolidation de son autorité

#### Troisième rébellion au Shouchun
Au cours des années suivantes, Sima Zhao s'emploie à renforcer son autorité, laissant l'empereur et l'impératrice douairière avec peu de pouvoir. Il a ensuite organisé une série d'événements qui peuvent être vus comme des préparatifs à l'usurpation du trône de Wei. En 256, il obtient de Cao Mao le privilège de porter des robes impériales, des couronnes et des bottes, soit tout un apparat normalement réservé à l'empereur. Il a également sondé les intentions des autres chefs militaires en laissant ses proches collaborateurs faire des allusions concernant ses intentions aux généraux de l'empire. En 257, lorsqu'il envoie Jia Chong enquêter sur les intentions de Zhuge Dan, Dan réprimande sévèrement Chong. De retour à la capitale, Jia Chong suggère à Sima Zhao de mettre la pression sur Zhuge Dan en le convoquant à la capitale sous couvert d'une promotion. Lorsque Dan reçoit la lettre le convoquant, il refuse et déclenche une rébellion, tout en se soumettant au royaume de Wu pour obtenir une protection. Ayant anticipé la réaction de son général, Sima Zhao avance rapidement sur la forteresse de Shouchun(壽春), où se trouve Zhuge Dan, et l’assiège. La ville tombe finalement en 258, après que Zhao ait repoussé les attaques du Wu et affamé la population. Dans les combats qui suivent la chute de la cité, Zhuge Dan et sa famille sont tués. Après la mort de Zhuge Dan, personne n'ose plus s'opposer à Sima Zhao qui, en 258, force l'empereur à lui offrir les neuf sacrements, une étape qui le rapprochait de l'usurpation, avant de les décliner publiquement.

#### Mort de Cao Mao et prise de contrôle total du gouvernement du Wei
En 260, Sima Zhao force de nouveau Cao Mao à délivrer un édit lui accordant les neuf sacrements, que Zhao décline à nouveau. Cette nouvelle humiliation attise la colère de Cao Mao. Il a rassemble les dernières personnes qu'il juge dignes de confiance, à savoir Wang Shen, Wang Jing et Wang Ye, et leur a dit que même s'il sait que les chances de succès sont faibles, il va agir contre Sima Zhao. Il prend la tête de la poignée de gardes impériaux qu'il lui reste, s'arme d'une épée et se dirige vers le manoir de Sima Zhao. Sima Zhou, un des frères de Sima Zhao, tente de résister, mais une réprimande un peu forte des gardes de Cao Mao suffit à faire fuir les hommes de Zhou. C'est alors que Jia Chong arrive et intercepte les gardes impériaux. Cao Mao se jette personnellement dans le combat et les troupes de Jia Chong, qui n'osent pas attaquer l'empereur, désertent à leur tour. C'est alors que Cheng Ji (成 濟), un des officiers sous le commandement de Jia Chong, demande à Jia ce qu'il doit faire. Ce dernier lui donne l'ordre de défendre le pouvoir des Sima quelles qu'en soient les conséquences. Cheng Ji prend alors une lance et tue Cao Mao.
Après la mort de Cao Mao, l’opinion publique réclame la mort de Jia Chong, mais ce que Sima Zhao fait en premier c'est de forcer l'impératrice douairière Guo à rétrograder Cao Mao au statut de simple citoyen commun et à l'enterrer comme tel. Il fait également exécuter Wang Jing et sa famille ; les autres membres du complot ayant trahi Cao Mao en allant prévenir Jia Chong, ils ne sont pas inquiétés. Le lendemain, à la suite des demandes répétées de son oncle Sima Fu, Sima Zhao ordonne à l'impératrice douairière Guo de donner à Cao Mao le rang de duc et qu'il soit enterré avec les cérémonies d'un prince impérial. Sima Zhao convoque alors Cao Huan, qui est à la fois le duc de Changdao et un petit-fils de Cao Cao, à la capitale pour faire de lui le nouvel empereur. Ceci fait, l'impératrice douairière Guo n'a alors plus aucun pouvoir. Enfin, dix-neuf jours plus tard, Sima Zhao accuse publiquement Cheng Ji et ses frères de trahison et les fait exécuter, eux et leur famille, pour apaiser l'opinion publique tout en épargnant Jia Chong. Après la mort de Cao Mao, plus personne n'a osé agir contre Sima Zhao, car à ce stade, c'est lui qui détient réellement l'autorité impériale.

### Conquête du Shu
En 262, irrité par les attaques incessantes que Jiang Wei lance contre les frontières du Wei, Sima Zhao envisage d'engager des assassins pour éliminer le chef des armées du Shu, mais ses deux conseillers, Zhong Hui et Xun Xu, s'opposent à ce plan. Tous deux pensent qu'avec ses attaques incessantes, Jiang Wei a épuisé ses troupes et les ressources du royaume du Shu et que le moment est venu d'essayer d'annexer le Shu une fois pour toutes. Sima Zhao confie à Zhong Hui et Deng Ai la responsabilité du commandement des troupes d’invasion, bien qu'Ai se soit opposé à la campagne dans un premier temps. L'expédition militaire part pour le Shu au printemps 263. Les généraux du Wei se sont heurtés à peu d'opposition de la part des forces de Shu, dont la stratégie consistait à attirer les forces ennemies dans le royaume pour les y encercler et les détruire, une stratégie qui s'est retournée contre son initiateur. Les villes frontalières du Shu et le col de Yang'an (陽 安 關), un point d'une grande importance stratégique, tombent rapidement. Pourtant, malgré ces revers, Jiang Wei reste capable de regrouper ses troupes et de bloquer les forces de Wei, en les empêchant d'avancer plus loin. La situation se débloque lorsque Deng Ai réussit à mener ses troupes a travers un col de montagne dangereux et marche sur Jiangyou, où il bat Zhuge Zhan, avant de se diriger directement vers Chengdu, la capitale du Shu. Surpris par les rapides progrès de Deng Ai et croyant que Jiang Wei ne pourrait pas revenir assez vite pour défendre la capitale, l'empereur Liu Shan sdu Shu se rend aux troupes du Wei. Au cours de cette campagne, à la suite des nombreux succès remportés, Sima Zhao demande à l'empereur Cao Huan de lui attribuer le titre de duc de Jin et de lui offrir les neuf sacrements, qu'il accepte.

### Rébellion de Zhong Hui
Mais à peine le Shu est-il tombé, que d'autres problèmes surgissent. Deng Ai, fier de ses exploits militaires, devient arrogant dans sa correspondance avec Sima Zhao, qui commence à le soupçonner de vouloir se rebeller. Zhong Hui, qui lui a vraiment l'intention de se rebeller, se met rapidement à falsifier des lettres qui achèvent de dresser Sima Zhao contre Deng Ai. Finalement, Sima donne l'ordre d’arrêter Deng et son fils, ce que Zhong Hui s'empresse de faire. Il prend alors le commandement des troupes de Deng Ai en plus des siennes, ce qui n'était pas prévu dans les ordres de Zhao, et s'associe avec Jiang Wei, qui lui compte tuer Zhong et restaurer le royaume du Shu. Finalement, Zhong Hui se révolte en 264, mais lui et Jiang Wei finissent tués par leurs soldats, avant même que SIma Zhao n'ait le temps d'arriver sur place avec des renforts pour régler la situation.

### Mort
Après la répression de la révolte de Zhong Hui, Sima Zhao reçoit le titre de roi de Jin, ce qui représente l’avant-dernière étape avant l’usurpation du trône. Il entreprend de réviser les lois et le système de la fonction publique en fonction de la vision qu'il a de la manière dont son futur empire doit fonctionner. Il cherche également à faire la paix avec le Wu, pour éviter de nouvelles complications lors de sa prise de contrôle, mais les dirigeants du Wu refusent cette main tendue.
Un peu plus tard la même année, Sima Zhao commence à se demander qui désigner comme héritier. Dans un premier temps, il songe à désigner son jeune fils talentueux, Sima You, qui avait été adopté par Sima Shi, car ce dernier n'avait pas de fils. Zhao pense que comme Sima Shi a obtenu de très bons résultats dans son œuvre de pérennisation du pouvoir des Sima, la succession doit revenir à son fils. La majorité de ses conseillers lui recommandent toutefois de désigner son fils aîné, Sima Yan. Finalement, Zhao se range à l'avis de ses proches et fait de Sima Yan son héritier.
Le 6 septembre 265, Sima Zhao meurt avant de pouvoir devenir empereur, bien qu’il soit enterré avec les honneurs impériaux le 20 octobre 265. Quatre mois plus tard, Sima Yan demande à l’empereur Cao Huan d'abdiquer en sa faveur et ce dernier n'a pas d'autre choix que de s'exécuter. C'est la fin du royaume du Wei et le début de la dynastie Jin. Après cela, Yan honore son père en l'élevant à titre posthume au rang d'Empereur Jin Wendi.

## Traces dans la culture chinoise
Son nom a laissé place à un Chengyu en cinq caractères (bien qu'habituellement ils soient en quatre caractères). Dans le cœur de Si Mazhao (司马昭之心 / 司馬昭之心, sī mǎzhāo zhī xīn, « Dans le cœur de Si Mazhao »).

## Famille
- Parents :
  - Sima Yi (宣皇帝 司馬懿 ; 179–251)
  - Dame Zhang Chunhua (宣穆皇后 張春華 ; 189–247)
- Consorts et leurs enfants :

1. Dame Wang Yuanji de Donghai (文明皇后 東海王元姬 ; 217 – 268)
  1. Sima Yan (武皇帝 司馬炎 ; 236 – 290)
  2. Sima You (齊獻王 司馬攸 ; 248 – 283)
  3. Sima Zhao (城陽哀王 司馬兆)
  4. Sima Dingguo (遼東悼惠王 司馬定國)
  5. Sima Guangde (廣漢殤王 司馬廣德)
  6. Princesse Jingzhao (京兆公主)
2. Inconnue
  1. Sima Jian (樂安平王 司馬鑒 ; d. 297)
  2. Sima Ji (燕王 司馬機)
  3. Sima Yongzuo (司馬永祚)
  4. Sima Yanzuo (樂平王 司馬延祚)
  5. Princesse Changshan (常山公主)